# Battambang
Battambang (Khmer ក្រុងបាត់ដំបង, Umschrift: Bătdâmbâng, IPA: [ɓatɗɑmɓɑŋ]) ist eine Stadt in West-Kambodscha, Verwaltungs-Hauptstadt der gleichnamigen Provinz und liegt etwa 290 Kilometer nordwestlich von Phnom Penh. 2019 lebten 119.251 Einwohner in der Stadt (Zensus 2019). Battambang liegt an der Nationalstraße 5, die von Poipet und Sisophon im Norden über Pursat nach Phnom Penh im Süden des Landes führt. Die nahezu parallel verlaufende Eisenbahnstrecke führt ebenfalls durch Battambang.

## Geschichte
Vor 1769 gehörte das Gebiet von Siem Reap zu dem auch Battambang gehörte zum Khmer-Reich und anschließend bis 1907 zu Siam. Ab 1907 gehörte Battambang zu Französisch-Indochina und von 1941 bis 1946 zu Thailand. 
1966 kam es in der Provinz zur brutalen Niederschlagung eines Bauernaufstandes durch Sicherheitskräfte des Prinzen Norodom Sihanouk. Während des Bürgerkrieges 1970–1975 in der Zeit des Regimes von General Lon Nol nahm die Bevölkerung der Stadt Battambang erheblich zu. Im Gegensatz zu Phnom Penh, in das Hunderttausende von Bauern vor den Bombardierungen der USA flohen, setzten sich die Flüchtlinge Battambangs aus wohlhabenderen Khmer aus Phnom Penh und Siem Reap zusammen. Mit der Evakuierung aller kambodschanischen Städte durch die Roten Khmer 1975 mussten auch die Bewohner Battambangs ihre Stadt zwangsweise verlassen.

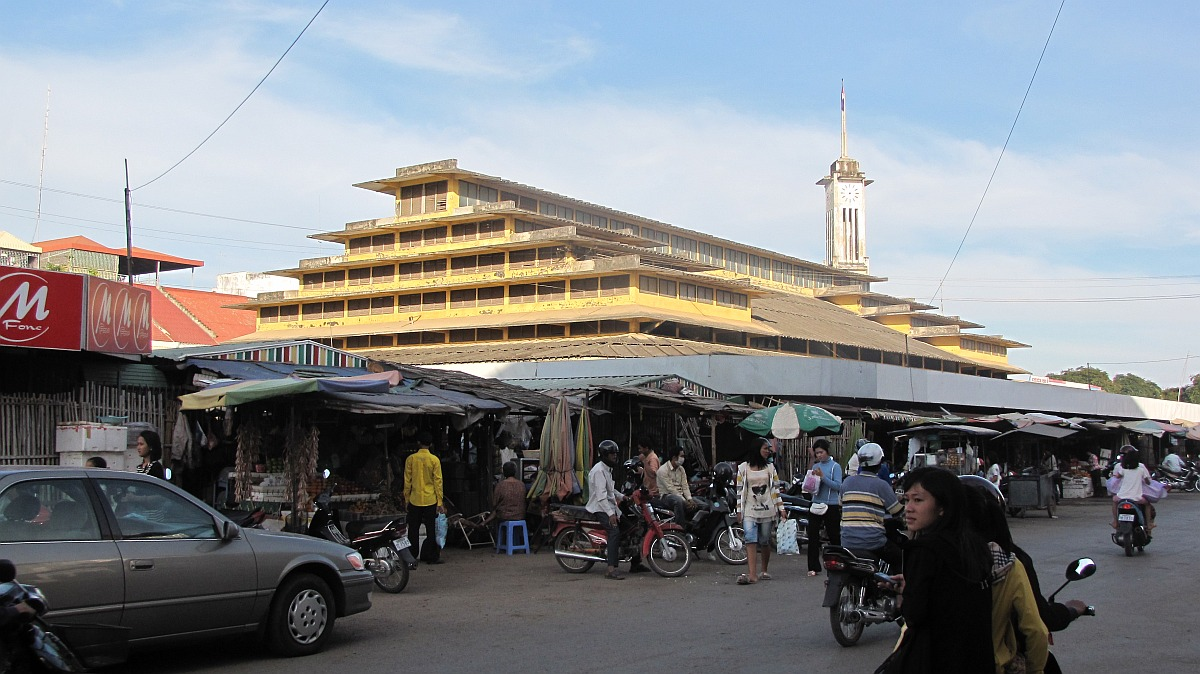
Zentralmarkt

Bei den unter UNTAC-Kontrolle abgehaltenen Wahlen 1993 erzielte die royalistische Partei FUNCINPEC von Prinz Norodom Ranariddh in Battambang die mit Abstand meisten Stimmen.
1997 führte ein Friedensmarsch unter der Leitung des buddhistischen Mönchs Maha Ghosananda von Battambang in die Stadt Pailin.

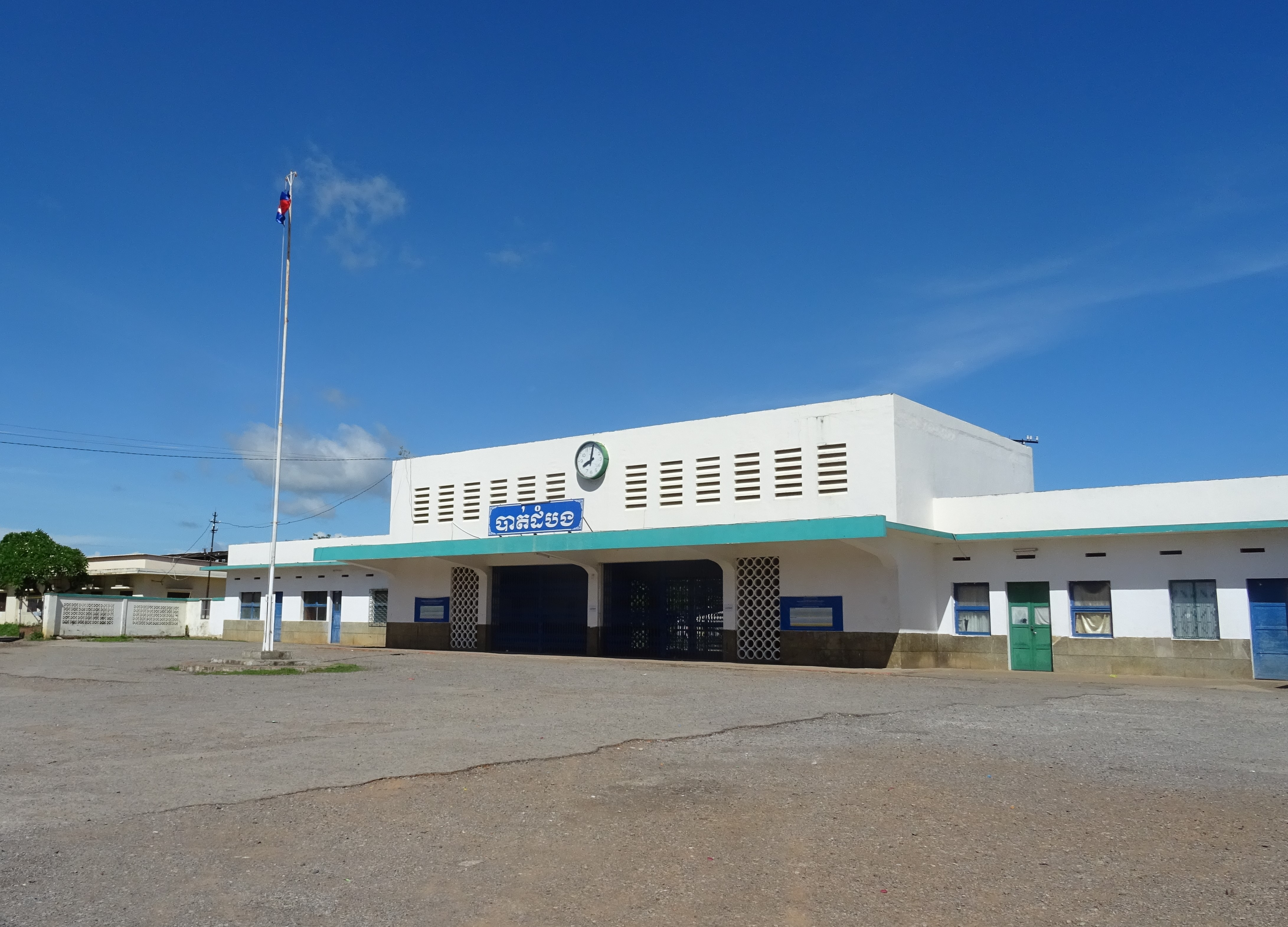
Wieder eröffneter Bahnhof in Battambang

## Wirtschaft

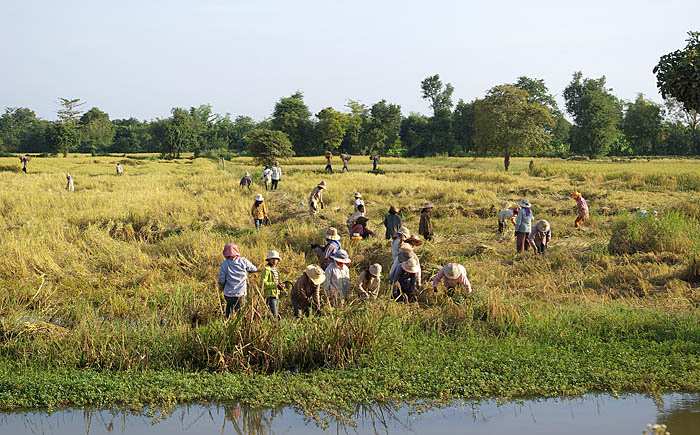
Bauern bei der Reisernte in Battambang

Wirtschaftlich gilt die Provinz Battambang als „Reiskorb“ Kambodschas. Aufgrund der fruchtbaren Böden erzielen die Bauern teilweise zwei Reisernten im Jahr. Das Einkommen in der Provinz Battambang liegt deshalb höher als in den anderen Regionen Kambodschas. Reisüberschüsse werden innerhalb Kambodschas vermarktet und exportiert. Neben dem Reisanbau spielt der Obst- (Orangen) und Gemüseanbau für die Bauern eine große Rolle.
Illegale Abholzungen haben zu sichtbaren ökologischen Schäden in der Provinz geführt. Im Gegensatz zu Siem Reap/Angkor spielt der Tourismus in der Stadt Battambang noch keine große Rolle, doch üben die ruhige Provinzstadt-Atmosphäre mit französischer Kolonialarchitektur und eine tropische Bilderbuchlandschaft einen zunehmenden Reiz auf Besucher aus.

## Sehenswürdigkeiten
- Bahá'í Haus der Andacht

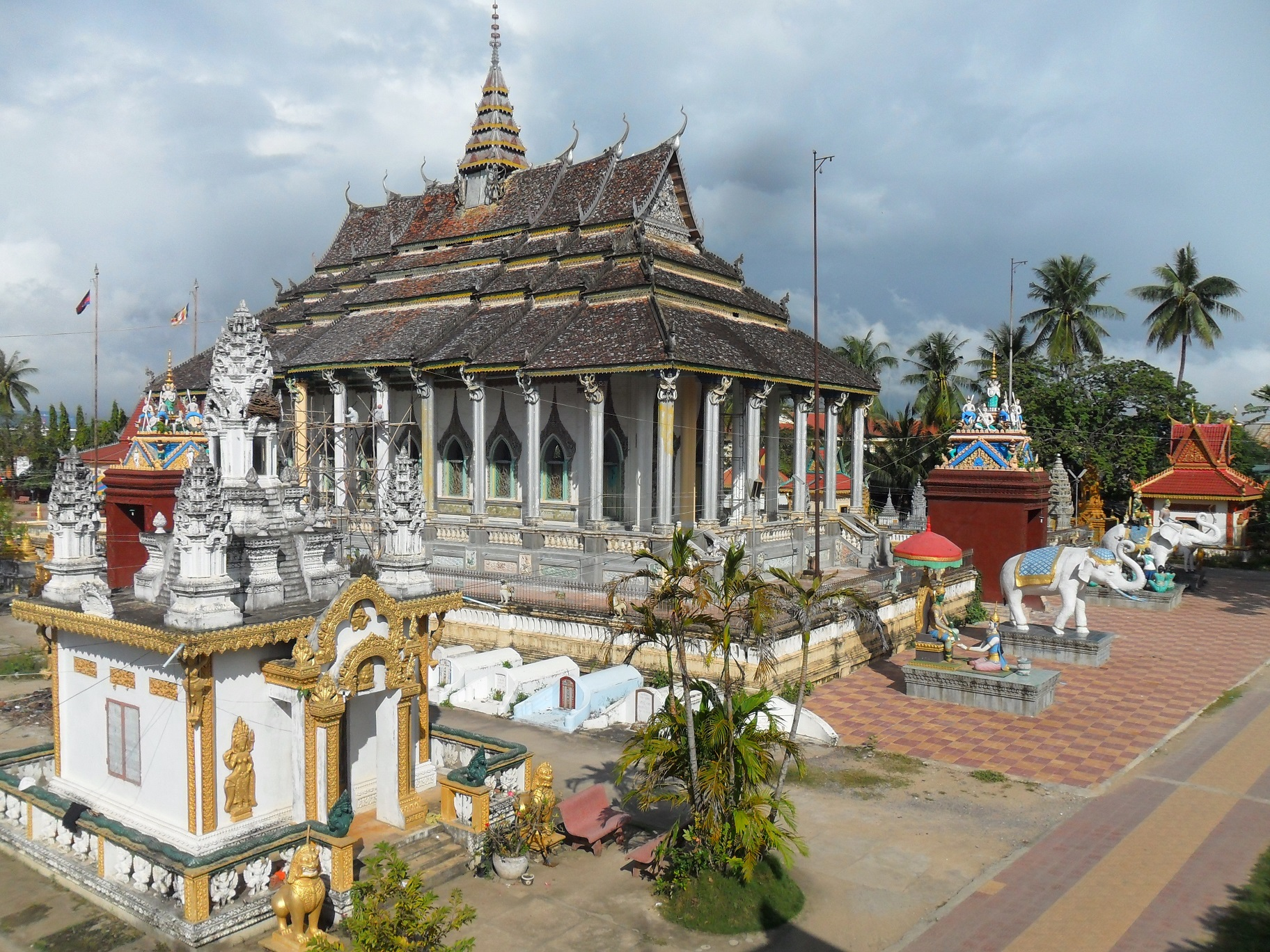
Buddhistischer Tempel Damrey Sor Pagode, in Battambang mit dem weißen Elefanten

- Das buddhistische Kloster Phnom Sampeau
- Wat Ek Phnom
- Wat Banan
- Die Da Tambong Figur (Großvater mit Stab) am Ortseingang
- Kolonial-Architektur
- Museum
- Tropische Bilderbuchlandschaft
- Buddhistischer Tempel Damrey Sor Pagode

## Söhne und Töchter der Stadt
- Sisowath I. (1840–1927), König von Kambodscha
- Kuang Abhayawongse (1902–1968), Premierminister von Thailand
- Sak Sutsakhan (1928–1994), Politiker und Soldat
- Sopheap Pich (* 1971), Bildhauer und Installationskünstler